# یانگ هائو (بازیکن والیبال)
یانگ هائو (انگلیسی: Yang Hao؛ زادهٔ ۲۱ مارس ۱۹۸۰) بازیکن والیبال اهل چین است.